# Distretto di Szentlőrinc
Il distretto di Szentlőrinc (in ungherese Szentlőrinci járás) è un distretto dell'Ungheria, situato nella provincia di Baranya.